# 白嗟承
白 嗟承（ベク・チャスン、韓国語：백차승、1980年5月29日 - ）は、大韓民国の釜山広域市出身・韓国系アメリカ人の元プロ野球選手（投手）。
NPBでの登録名は、オリックス時代は「承」が「丞」に置き換えられた「白 嗟丞」、ロッテ時代はカタカナ表記の「ベク・チャスン」。

## 経歴

### プロ入り前
釜山高等学校在学中の1998年、初来日し第3回AAAアジア野球選手権大会野球韓国代表として出場し2次リーグで松坂世代の第3回AAAアジア選手権大会日本代表と対戦し、準決勝で張誌家擁する野球台湾代表に敗北したが、3位決定戦は制した（同大会で最も印象に残った打者は1歳下の外野手田中一徳であったという）。

### マリナーズ時代

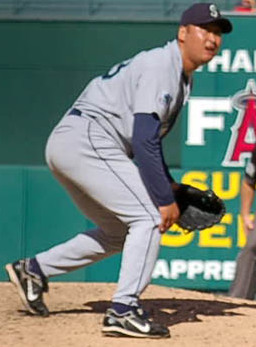
2007年9月23日

アマチュアフリーエージェントとしてシアトル・マリナーズに入団。2001年に肘の手術を受けるなど、5年間のマイナー暮らしの後、2004年8月8日にメジャーデビュー。2005年は1年を通じてマイナー暮らしとなり、オフに解雇された。
2006年2月に、マイナー契約でマリナーズと再契約したが、2006年、2007年ともにマイナーとメジャーを行き来するシーズンを繰り返した。
2008年5月21日、デトロイト・タイガース戦に登板して3イニングを投げた直後、マリナーズから戦力外通告を受け、40人ロースターから外された。

### パドレス時代
7日後の5月27日にジャレッド・ウェルズとの交換トレードでサンディエゴ・パドレスに移籍。先発5番手として起用され、「投手天国」として知られるペトコ・パークを本拠地としたが、6勝9敗、防御率4.62と成績は振るわなかった。
2009年は、パドレスの先発陣の3番手を担う予定になっていたが、肘の負傷が再発してシーズン直前に負傷者リストに加えられ、マイナーでのリハビリ登板中に負傷箇所を悪化させてシーズンを終えた。同年10月8日にサンディエゴからの解雇が発表された。

### 独立リーグ時代
2010年は、アメリカの独立リーグであるゴールデンベースボールリーグに所属するユマ・スコーピオンズに所属し、6月には同リーグのオレンジカウンティ・フライヤーズにトレードされた。

### 無所属時代
2011年は、肘の遊離軟骨（関節ネズミ）除去手術を受け、無所属だった。

### オリックス時代
2011年11月に来日し、オリックス・バファローズの秋季キャンプに入団テストを兼ねて参加。岡田彰布監督から「技術、能力は朴賛浩より上」という高い評価を得て11月14日にオリックスへの入団が発表されたが、2012年シーズンを通して一度も一軍登板が無く、10月5日に球団から戦力外通告が言い渡され、11月30日に自由契約公示された。

### オリックス退団後・BCリーグ武蔵時代
2015年2月12日から、北海道日本ハムファイターズの春季キャンプで入団テストを受けていたが、2月18日に不合格を通達された。
同年4月10日に、BCリーグの武蔵ヒートベアーズへ入団。在籍中には、リーグ戦16試合の登板で、3勝4敗、防御率2.86という成績を残した。

### ロッテ時代
2015年7月28日にQVCマリンフィールドで実施された千葉ロッテマリーンズの入団テストに参加した結果、同月30日に入団契約を結んだ。シーズン終了までの契約で年俸は500万円、背番号は55。登録名はカタカナ表記の「ベク・チャスン」。入団後はイースタン・リーグ公式戦4試合に登板しただけで、一軍公式戦への登板機会がないまま契約期間を満了。同年10月21日に、球団から翌2016年の契約を結ばないことを通告された。

### ロッテ退団後
2015年11月12日から、入団テストを兼ねて阪神タイガースの秋季キャンプに参加。翌13日には、「2イニング限定」という条件で紅白戦に先発したが、1失点という内容で入団に至らなかった。

### 現役引退後
2016年以降はどの球団とも契約せず現役を引退した。
2018年6月、斗山ベアーズの二軍投手インストラクターとなった。
2022年からは、NCダイノスの投手インストラクターに就任、2023年はNCの二軍投手コーチを務めた。

## 兵役問題
韓国で兵役を遂行していないまま渡米し、2005年にアメリカ国籍を取得している。韓国では二重国籍は認められていないので、アメリカ国籍取得と同時に韓国国籍が消滅し、ベクの兵役義務も消滅している。しかし、兵役義務不履行のまま他国籍を入手した旧韓国籍所有者に対する韓国政府の措置によって、入国できない状況となっていたが、2018年より斗山ベアーズの投手インストラクターとして韓国で活動している。また、帰国保証にサインした父親は罰金として5000万ウォンを支払わされている。

## 詳細情報

### 年度別投手成績
| 年 度    | 球 団    | 登 板 | 先 発 | 完 投 | 完 封 | 無 四 球 | 勝 利 | 敗 戦 | セ 丨 ブ | ホ 丨 ル ド | 勝 率 | 打 者 | 投 球 回 | 被 安 打 | 被 本 塁 打 | 与 四 球 | 敬 遠 | 与 死 球 | 奪 三 振 | 暴 投 | ボ 丨 ク | 失 点 | 自 責 点 | 防 御 率 | W H I P |
| -------- | -------- | ----- | ----- | ----- | ----- | -------- | ----- | ----- | -------- | ----------- | ----- | ----- | -------- | -------- | ----------- | -------- | ----- | -------- | -------- | ----- | -------- | ----- | -------- | -------- | ------- |
| 2004     | SEA      | 7     | 5     | 0     | 0     | 0        | 2     | 4     | 0        | 0           | .333  | 139   | 31.0     | 35       | 5           | 11       | 1     | 2        | 20       | 2     | 0        | 23    | 19       | 5.52     | 1.48    |
| 2006     | SEA      | 6     | 6     | 0     | 0     | 0        | 4     | 1     | 0        | 0           | .800  | 140   | 34.1     | 26       | 6           | 13       | 0     | 2        | 23       | 1     | 0        | 15    | 14       | 3.67     | 1.14    |
| 2007     | SEA      | 14    | 12    | 1     | 0     | 1        | 4     | 3     | 0        | 1           | .571  | 321   | 73.1     | 87       | 6           | 14       | 1     | 3        | 49       | 1     | 0        | 45    | 42       | 5.15     | 1.38    |
| 2008     | SEA      | 10    | 1     | 0     | 0     | 0        | 0     | 1     | 0        | 0           | .000  | 127   | 30.0     | 28       | 6           | 13       | 1     | 0        | 15       | 1     | 0        | 18    | 18       | 5.40     | 1.37    |
| 2008     | SD       | 22    | 20    | 0     | 0     | 0        | 6     | 9     | 0        | 0           | .400  | 475   | 111.0    | 118      | 12          | 30       | 2     | 3        | 77       | 3     | 0        | 60    | 57       | 4.62     | 1.33    |
| '08計    | SD       | 32    | 21    | 0     | 0     | 0        | 6     | 10    | 0        | 0           | .375  | 602   | 141.0    | 146      | 18          | 43       | 3     | 3        | 92       | 4     | 0        | 78    | 75       | 4.79     | 1.34    |
| MLB：4年 | MLB：4年 | 59    | 44    | 1     | 0     | 1        | 16    | 18    | 0        | 1           | .471  | 1202  | 279.2    | 294      | 35          | 81       | 5     | 10       | 184      | 8     | 0        | 161   | 150      | 4.83     | 1.34    |

### 記録
MLB
- 初登板：2004年8月8日、対タンパベイ・デビルレイズ戦（トロピカーナ・フィールド）、8回裏に3番手で救援登板、1回無失点
- 初勝利：2004年8月28日、対カンザスシティ・ロイヤルズ戦（セーフコ・フィールド）、11回表に3番手で救援登板、2回無失点
- 初奪三振：同上、12回表にルーベン・ゴタイから空振り三振
- 初先発登板：2004年9月2日、対トロント・ブルージェイズ戦（スカイドーム）、2回2/3を8失点で敗戦投手
- 初ホールド：2007年9月22日、対ロサンゼルス・エンゼルス・オブ・アナハイム戦（エンゼル・スタジアム・オブ・アナハイム）、7回裏に4番手で救援登板、2/3回無失点

### 独立リーグでの投手成績
BCリーグ
| 年 度     | 球 団     | 登 板 | 完 投 | 勝 利 | 敗 戦 | セ 丨 ブ | 勝 率 | 打 者 | 投 球 回 | 被 安 打 | 被 本 塁 打 | 与 四 球 | 与 死 球 | 奪 三 振 | 暴 投 | ボ 丨 ク | 失 点 | 自 責 点 | 防 御 率 | W H I P |
| --------- | --------- | ----- | ----- | ----- | ----- | -------- | ----- | ----- | -------- | -------- | ----------- | -------- | -------- | -------- | ----- | -------- | ----- | -------- | -------- | ------- |
| 2015      | 武蔵      | 13    | 0     | 3     | 4     | 0        | .429  | 213   | 50.1     | 44       | 2           | 14       | 2        | 35       | 2     | 2        | 20    | 16       | 2.86     | 1.16    |
| 通算：1年 | 通算：1年 | 13    | 0     | 3     | 4     | 0        | .429  | 213   | 50.1     | 44       | 2           | 14       | 2        | 35       | 2     | 2        | 20    | 16       | 2.86     | 1.16    |

### 背番号
- 32（2004年）
- 58（2006年 - 2008年）
- 53（2008年）
- 99（2012年）
- 30（2015年 - 同年7月29日）
- 55（2015年7月30日 - 同年終了）
- 97（2022年 - 2023年）

### 登録名
- 白 嗟丞（ベク チャスン、2012年）
- ベク・チャスン（2015年）